# Batto (mitologia)

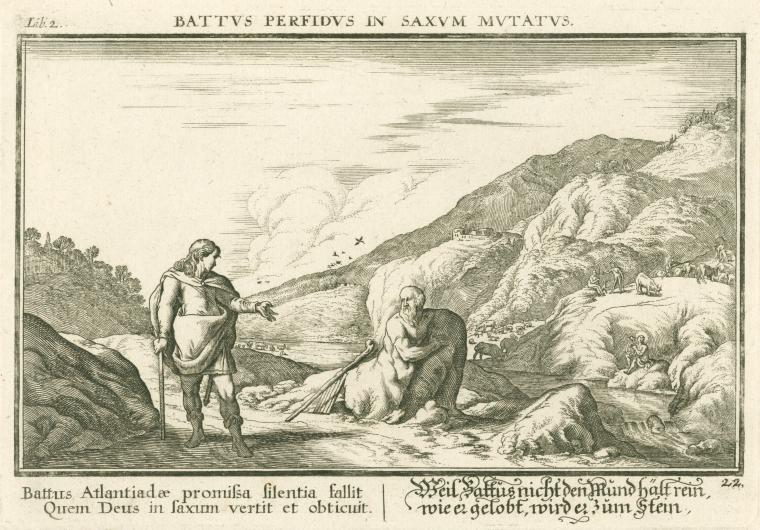
Batto trasformato in roccia. Incisione di Johann Wilhelm Baur (1685)

Il pastore Batto è una figura della mitologia greca. 
Originario di Nelea, Batto è testimone del furto da parte di Ermes di alcune giovenche dalla mandria di Apollo; approfittando di un attimo di distrazione del dio del Sole preso dall'amore per Imeneo, Ermes prende gli animali appartenenti ad Admeto, conducendoli fin nel Peloponneso sul monte Menalo, dove risiede il vecchio pastore Batto.
In cambio del suo silenzio Ermes gli offre la più bella giovenca della mandria. Il pastore, accettato l'inaspettato dono, giura di esser muto come una pietra. Per assicurarsi della sua fedeltà, lo stesso Ermes gli si ripresenta davanti sotto mentite spoglie, domandandogli se avesse visto passare una mandria, promettendo un toro ed una giovenca. Il pastore indica subito il luogo in cui erano nascoste le giovenche rubate ad Apollo. Ermes, rivelata la sua vera identità, per il tradimento del giuramento trasforma Batto in una pietra, la quale ha la proprietà di scoprire la qualità di qualunque metallo che se le accosta.